# Sonderpolizei
Unter einer Sonderpolizei versteht man in der Regel eine Polizeibehörde, die nur für einen bestimmten Teil der Polizeiaufgaben zuständig ist.

## Deutschland
Unter Sonderpolizeien des Bundes werden die in § 6 des Gesetzes über den unmittelbaren Zwang bei Ausübung öffentlicher Gewalt durch Vollzugsbeamte des Bundes genannten Behörden verstanden. Im Einzelnen sind dies
- die Behörden mit Polizeivollzugsbeamten (Bundespolizei, Bundeskriminalamt, Polizei beim Deutschen Bundestag)
- die Zollverwaltung des Bundes und die Bundesfinanzbehörden, soweit sie mit Vollzugsaufgaben betraut sind,
- die Wasser- und Schifffahrtsverwaltung des Bundes,
- das Bundesamt für Güterverkehr.

Im weiteren Sinne sind alle Behörden und staatlichen Einrichtungen, die sich mit der Aufrechterhaltung oder Wiederherstellung der öffentlichen Sicherheit und Ordnung befassen eine Polizeibehörde. Sonderpolizeien sind damit auch etwa die Flugsicherung, die ehemalige Bahnpolizei und die Feuerwehr.

## Vereinigtes Königreich
Im Vereinigten Königreich können Sonderpolizeien (Special Police) aufgrund folgender Gesetze Befugnisse haben:
- Serious Organised Crime and Police Act 2005
- Police, Public Order and Criminal Justice (Scotland) Act 2006
- Police and Justice Act 2006

Im Gegensatz zu den sogenannten Territorialpolizeien (Territorial police) beschränkt sich ihr Aufgabengebiet entweder auf einen bestimmten Rechtsbereich oder ein bestimmtes geographisches Gebiet, das aber nicht immer gesetzlich festgelegt sein muss. So ist etwa die Ministry of Defence Police für alle Gelände zuständig, die vom Verteidigungsministerium genutzt werden, ohne dass vorher eine Festlegung erfolgte.
Sonderpolizeien sind (in Klammern ist jeweils der Zuständigkeitsbereich angegeben):
- British Transport Police (Eisenbahn)
- Civil Nuclear Constabulary (nicht-militärische kerntechnische Einrichtungen und nicht-militärische Transporte von radioaktivem Material)
- Ministry of Defence Police (Einrichtungen des Verteidigungsministeriums, Militärpersonal, Verteidigungsinteressen, Kernwaffen und radioaktives Material für Kernwaffen)
- Scottish Crime and Drug Enforcement Agency (Schwerkriminalität und Betäubungsmittelstraftaten Schottland, vormals Scottish Drug Enforcement Agency)
- Port of Dover Police (Hafen von Dover, Kent)
- Port of Liverpool Police (Häfen von Liverpool, Bootle, Birkenhead und Ellesmere, Dockgelände und Freihafen Eastham, Manchester Ship Canal, soweit in Nordwestengland) Die Port of Liverpool Police gehört zum Transportministerium.
- Port of Tilbury Police (Hafen von Tilbury, soweit es sich um minderschwere Kriminalität handelt. Alle anderen Vorgänge werden von der Essex Police als Territorialpolizei bearbeitet.)

In diesem Zusammenhang muss aber festgestellt werden, dass nur die ersten vier Behörden Sonderpolizeien im rechtlichen Sinne sind, während auf die anderen Behörden die Definition zwar zutrifft, dies aber nicht auf gesetzlicher Grundlage festgelegt wurde.
Die Serious Organised Crime Agency (nur zuständig in Wales und England) ist keine Sonderpolizei. Jedoch sind von verschiedenen Polizeibehörden Polizisten zu ihr abgeordnet.
Beamte der Sonderpolizei haben Befugnisse in der Regel nur dann, wenn sie sich entweder auf dem Gelände befinden, für welches sie zuständig sind, oder eine Sachlage mit dem Rechtsgebiet ihrer Behörde zusammenhängt. Sie haben ferner polizeiliche Befugnisse wenn eine Territorialpolizei oder einer ihrer Beamten um Hilfe bittet oder Gefahr im Verzug ist und das Eintreffen der Territorialpolizei nicht abgewartet werden kann.
Special constables sind nicht zwingend Angehörige einer Sonderpolizei, sondern Freiwillige oder Teilzeitpolizisten einer Territorial- oder Sonderpolizei.